# La Ligue des justiciers : Guerre
Série DCAMU
La Ligue des justiciers : Le Paradoxe Flashpoint
(2013) Le Fils de Batman
(2014)
Pour plus de détails, voir Fiche technique et Distribution.
La Ligue des justiciers : Guerre (Justice League: War) est un film d'animation américain réalisé par Jay Oliva, sorti directement en vidéo en 2014, 19e film de la collection DC Universe Animated Original Movies.
Le film est une adaptation de la mini-série Justice League: Origin écrite par Geoff Johns, dessinée par Jim Lee et publiée par DC Comics, qui a introduit une nouvelle continuité (The New 52) à l'univers des comics DC en faisant repartir tous les titres au numéro 1. Il fait partie de la série DC Animated Movie Universe (DCAMU) basée sur cette continuité.

## Synopsis
Une série d'enlèvements étranges a lieu à Gotham City et les quelques preuves indiquent que le coupable serait Batman, le justicier est encore vu comme un mythe. Hal Jordan, sous son identité de Green Lantern, intervient lors de l'enlèvement d'une femme et découvre que le vrai coupable est un Paradémon. Batman arrive alors que Green Lantern est en difficulté et ensemble, ils parviennent à tenir tête au démon jusqu'à l'arrivée de la police, qui permet à la bête de fuir dans les égouts. Les deux héros voient alors le démon installer une boîte avant de se faire exploser. Le dispositif étant d'origine extraterrestre inconnue, Batman et Green Lantern décident de partir pour Metropolis et de demander l'avis de Superman. Au même moment, Flash (Barry Allen) confie une boîte similaire au Dr Silas Stone de S.T.A.R. Labs qui, fasciné, se consacre à l'étude de l'objet, délaissant le match de football de son fils Victor.
À Metropolis, Batman et Green Lantern trouvent Superman en train de combattre un démon avant de se tourner vers les nouveaux arrivants, pensant qu'ils sont de mèche. Après un combat à travers la ville, Batman convainc Superman de sa bonne foi en l'appelant "Clark" et en lui rappelant qu'il ne tue pas. Superman accepte alors de collaborer. Sur la planète Apokolips, Darkseid prépare son invasion en ordonnant à Desaad de lancer ses Paradémons sur Terre, maintenant que son plan a été découvert.
Victor arrive au bâtiment de S.T.A.R. Labs et se dispute avec son père, toujours occupé à étudier la boîte et ayant choisi de négliger les performances sportives de son fils alors que des méta-humains se font connaître du monde. Alors que Victor se saisit de la boîte, elle s'ouvre dans une explosion avant de créer un portail vers Apokolips. Grièvement blessé, Victor est amené par son père dans un module médical afin de lui implanter des prothèses de haute technologie, dont certaines tirées de la boîte. The Flash arrive aux laboratoires pour sauver les scientifiques, mais c'est Victor, devenu Cyborg, qui met les monstres en fuite avant de découvrir plus de détails sur Darkseid et son plan.
Les Paradémons envahissent alors le monde, attaquant quiconque se trouvant sur leur chemin. Tous les héros les combattent, Batman, Green Lantern, Superman, Cyborg, Flash, mais aussi la princesse Diana (alias Wonder Woman), qui sauve l'avion présidentiel Air Force One d'une attaque, et Billy Batson, un orphelin capable de se transformer en Shazam. Les héros finissent par se rencontrer et Cyborg explique le plan : terraformer la planète pour la rendre viable pour le peuple de Darkseid.
Superman s'étant fait capturer, Batman décide de le suivre pour le sauver et confie la direction de la défense à Green Lantern. Avec les héros restants, il décide de viser l'arme la plus puissante de Darkseid : ses yeux qui projettent ses rayons Omega. Batman parvient à arrêter à temps Desaad de changer Superman en Paradémon, mais celui-ci, encore sous l'influence de la machine, devient furieux et brise la nuque de Desaad. Batman parvient à contenir Superman le temps qu'il se ressaisisse. Sur Terre, les héros parviennent non sans peine à percer les yeux de Darkseid avant que Cyborg n'ouvre un portail pour renvoyer Darkseid et ses forces vers Apokolips. Les démons partent mais Darkseid reste et continue de se battre malgré sa cécité. Superman et Batman arrivent ensemble et renvoient Darkseid de force à travers le portail.
Le monde est sauvé, et désormais, les super-héros ont le soutien de l'opinion publique. La Maison-Blanche leur offre une reconnaissance officielle, mais il leur reste à se trouver un nom d'équipe.
Dans une scène post-générique, un vaisseau atlante émerge des mers et Ocean Master apparaît portant le corps de celui qui fut son roi. Les morts sous-marines causées par Darkseid sont vues comme une déclaration de guerre de la surface vers les océans.

## Fiche technique
- Titre original : Justice League: War
- Titre français : La Ligue des justiciers : Guerre
- Réalisation : Jay Oliva
- Scénario : Heath Corson, d'après Justice League: Origin de Geoff Johns et Jim Lee
- et d'après :
  - Superman créé par Jerry Siegel et Joe Shuster
  - Batman créé par Bob Kane et Bill Finger
  - Wonder Woman créée par William Moulton Marston
  - Cyborg et Silas Stone créé par Marv Wolfman et George Perez
  - Green Lantern créé par John Broome et Gil Kane
  - Shazam créé par C. C. Beck et Bill Parker
  - Flash créé par Gardner Fox et Harry Lampert
  - Darkseid, Desaad et Paradémons créés par Jack Kirby
- Musique : Kevin Kliesch
- Direction artistique du doublage original : Andrea Romano
- Montage : Christopher D. Lozinski
- Animation : Moi Animation Studio
- Coproduction : Alan Burnett
- Production déléguée : Sam Register
- Supervision de la production : James Tucker
- Sociétés de production : Warner Bros. Animation et DC Entertainment
- Société de distribution : Warner Home Video
- Budget : 3 500 000 $
- Pays de production :  États-Unis
- Langue originale : anglais
- Format : couleur — 1,78:1
- Genre : animation, super-héros
- Durée : 79 minutes
- Dates de sortie :
  - États-Unis : 4 février 2014
  - France : 21 mars 2018
- Classification : PG-13 (interdit -13 ans) aux États-Unis

 Sauf indication contraire, les informations mentionnées dans cette section peuvent être confirmées par la base de données cinématographiques IMDb,  présente dans la section « Liens externes ».

## Distribution

### Voix originales
- Sean Astin : Shazam
- Zach Callison : Billy Batson
- Christopher Gorham : Flash / Barry Allen
- Justin Kirk : Green Lantern / Hal Jordan
- Michelle Monaghan : Wonder Woman
- Shemar Moore : Cyborg / Victor Stone
- Jason O'Mara : Batman
- Alan Tudyk : Superman
- Steve Blum : Darkseid
- Rocky Carroll : Silas Stone (en)
- Ioan Gruffudd : Thomas Morrow
- Richard McGonagle : le Président des États-Unis
- George Newbern : Steve Trevor
- Bruce Thomas : Desaad (en)
- Melique Berger : Sarah Charles

### Voix françaises
- Jérôme Pauwels : Shazam
- Paolo Domingo : Billy Batson, Steve Trevor
- Christophe Lemoine : Flash / Barry Allen
- Pierre Tessier : Green Lantern / Hal Jordan
- Delphine Braillon : Wonder Woman
- Daniel Lobé : Cyborg / Victor Stone
- Adrien Antoine : Batman
- Emmanuel Jacomy : Superman
- Thierry Murzeau : Darkseid, le Président des États-Unis
- Michel Vigné : Silas Stone
- Marc Perez : Thomas Morrow
- Jean-François Vlérick : Desaad
- Céline Melloul : Sarah Charles

Société de doublage VF : Dubbing Brothers, adaptation VF : Michel Berdah, direction artistique VF : Céline Krief
 Source : voix originales et françaises sur Latourdesheros.com.

## Accueil critique
La Ligue des justiciers : Guerre a été bien reçu par les critiques aux États-Unis. IGN lui donne une note de 8,8⁄10, pour une « bonne histoire des origines moderne qui vous conquerra par son action et son humour. » CraveOnline donne une note de 9,0⁄10.
À l'inverse, Brian Lowry de Variety estime que le film n'atteint pas le niveau des autres films d'animation DC : « l'intrigue a ses bons moments mais s'avère finalement trop frénétique et chaotique pour délivrer plus de quelques sensations fortes classiques. »
Le site d'agrégation Rotten Tomatoes donne une note moyenne de 5,80⁄10, avec un score d'approbation de 50% sur la base de 6 critiques.